# Racomitrium crumianum
Racomitrium crumianum là một loài Rêu trong họ Grimmiaceae. Loài này được Fife mô tả khoa học đầu tiên năm 1984.